# La pistola de mi hermano
La pistola de mi hermano (conocida en Estados Unidos como My Brother’s Gun) es una película de drama, romance y crimen de 1997, dirigida y escrita por Ray Loriga, basada en su novela Caidos del cielo, en la fotografía estuvo José Luis Alcaine y los protagonistas son Daniel González, Nico Bidasolo y Andrés Gertrúdix, entre otros. El filme fue realizado por Enrique Cerezo Producciones Cinematográficas S.A., se estrenó el 14 de noviembre de 1997.

## Sinopsis
Las vidas de un joven y una chica se juntan en momentos dramáticos. Él disparó en el rostro a un guardia de seguridad que lo culpó de robar en un centro comercial. En el momento que roba un vehículo para fugarse, se encuentra con una chica suicida, que se siente atraída por su nuevo compañero. Ambos comienzan un viaje para encontrarle un sentido genuino a sus vidas.